# Milano-Vignola 1964
La Milano-Vignola 1964, dodicesima edizione della corsa, valida come prima prova dei Campionati italiani di ciclismo su strada a squadre, si svolse il 12 aprile 1964 per un percorso totale di 235 km, con partenza da Rogoredo ed arrivo a Vignola. La vittoria fu appannaggio dell'italiano Guido De Rosso, il quale completò la gara in 6h33'00", precedendo i connazionali Adriano Durante e Diego Ronchini.

## Ordine d'arrivo (Top 10)
| Pos. | Corridore        | Squadra | Tempo    |
| ---- | ---------------- | ------- | -------- |
| 1    | Guido De Rosso   | Molteni | 6h33'00" |
| 2    | Adriano Durante  | Legnano | a 35"    |
| 3    | Diego Ronchini   | Cynar   | s.t.     |
| 4    | Italo Zilioli    | Carpano | s.t.     |
| 5    | Raffaele Marcoli | Legnano | s.t.     |
| 6    | Franco Cribiori  | Gazzola | s.t.     |
| 7    | Bruno Mealli     | Cynar   | s.t.     |
| 8    | Renato Pelizzoni | Ignis   | s.t.     |
| 9    | Antonio Bailetti | Carpano | s.t.     |
| 10   | Marino Fontana   | Lygie   | s.t.     |